# 吾妻神社 (木更津市)
吾妻神社（あづまじんじゃ）は、千葉県木更津市吾妻にある神社である。祭神は弟橘媛（オトタチバナヒメ）。旧社格は村社。
八剱八幡神社の兼務社であり、御朱印もそちらで得ることができる。

## 概要
創建は不詳。祭神は弟橘媛であり、江戸砂子に「君去津(きみさらづ)吾妻大明神はすなわち弟橘媛の霊社也」とあり、社伝にも「日本武尊御東征のみぎり相模から上総へ渡ろうとした時、海上にわかに荒れ、海に身を投じた姫のお袖が数日後この近くの海岸に漂着したので、これを納めて吾妻神社を建てた」とある。

## 境内

### 鏡ヶ池

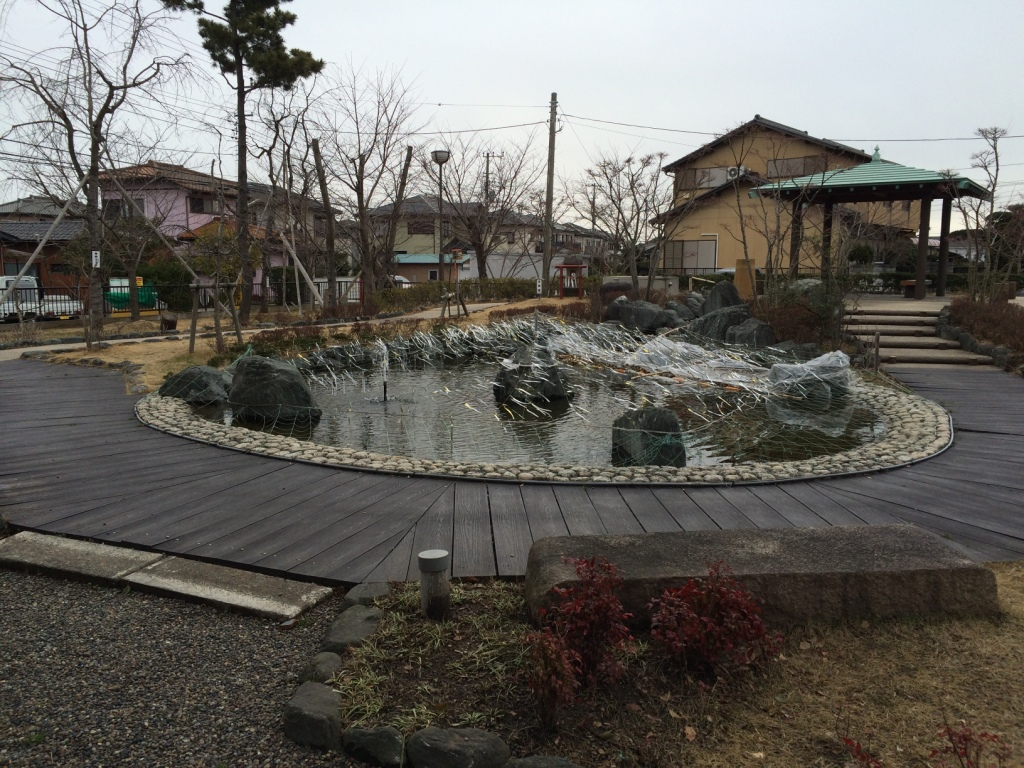
鏡ヶ池

昔、この場所に吾妻の森があり、森の中心に水がきれいに澄んだ形の良い池があった。日本武尊や従者たちはその池の水で喉を潤し、水面を鏡の代わりにし、疲れ果てた己の姿を見て、身なりを整えたとされ、また、その池には弟橘媛が使った鏡を沈めたとも伝えられ、その故事に因んでこの池は「鏡ヶ池」と呼ばれるようになった。現在の鏡ヶ池は古い池を修復したものである。

### 富士塚
文久3年（1863年）8月1日、徳行明鐘（とくぎょうめいしょう）俗名市次郎という修験者が富士山麓での三十三度の大願成就を記念して建立したとされる富士塚。富士山の火山岩を積み上げ、頂上に富士本宮の祭神コノハナノサクヤヒメとニニギノミコトの石碑があり霊峰富士がさらに美しく、裾の走水も手に取るように眺められたとされる。平成になり、県道拡張に合わせて今の場所に移設された。

### 金毘羅神社（金毘羅様）
漁業の町として発展してきた旧吾妻村としての海の守り神として、七福神とともに海側を向いて（参道の右側に）祀られている金毘羅神社。

### 山王神社（山王様）
山の神様として山側に向けて祀られてる山王神社。小さな社殿の脇には三猿の石碑があり、厄介な虫を封じてくれる「見ざる」「言わざる」「聞かざる」の三猿が庚申（こうしん）信仰の神様として信仰されている。

## 交通
- JR線・木更津駅西口から約1.5km。
- 木更津駅西口から小湊バスで吾妻神社前下車。